# Buellia prospersa
Buellia prospersa är en lavart som först beskrevs av William Nylander och som fick sitt nu gällande namn av Lincoln Ware Riddle. 
Buellia prospersa ingår i släktet Buellia och familjen Physciaceae. Inga underarter finns listade i Catalogue of Life.